# エスタブライフ
『エスタブライフ』は、アニメーション監督の谷口悟朗が原案・クリエイティブ統括を務める日本のメディアミックス企画。多様な人種が存在する未来の東京を舞台とする物語が様々な媒体で2022年より展開される。

## 概要
本企画は2021年9月23日に、フジテレビがCrunchyrollおよびスロウカーブと共同で深夜アニメ枠『+Ultra』の番組を制作すると発表した際、新規アニメ作品の1つとして明らかになった。翌2022年1月20日に開催された「フジテレビ『+Ultra』ラインナップ発表会2022」にて、異なる物語がテレビアニメ、ゲーム、映画でそれぞれ展開されるプロジェクトであることが明かされ、同時に主要スタッフや作品テーマについても合わせて発表された。
谷口は様々なメディアが参入できるように「多様性の認められた世の中が具現化した世界」を構想した結果、メディアによって設定を追加できる良い意味でのゆるさを持った世界観が構築され、そこから逆算する形でAI等の設定が出来たと語っている。

## 世界観
本作では、世界人口が減少に転じた遥か未来に、生態系管理AIが種の繁栄を目的として実施した「人類の多様化実験」によって、常人（通常の人間）に加えて、獣人、魔族、サイボーグなどの多様な人種が誕生している。また、AIによって「クラスタ」と呼ばれる高い壁に囲まれた地域が多数創造され、地域ごとの文化、常識、価値観が形成されている。作中における東京はクラスタによって分断された実験都市と化しており、AIの監視によって自由な往来が不可能となっている。

## テレビアニメ
『エスタブライフ グレイトエスケープ』のタイトルで、2022年4月から6月までフジテレビ『+Ultra』ほかにて放送された。インターネットではFODにて2022年3月1日より先行配信が実施された。また、FOD・TVer・GYAO! にて毎週1週間限定無料見逃配信（毎週水曜日25:25更新）。
生まれ住むクラスタに馴染めない者を別のクラスタへと移動させる「逃がし屋エクストラクターズ」を描く。作品のテーマは逃亡であり、監督の橋本は、逃げるという言葉にあるマイナスイメージをプラスに描くことを掲げている。またアニメーション制作のポリゴン・ピクチュアズにとっては、自社開発のレンダリングソフトウェア「PPixel（ピクセル）」を初めて全面導入した作品となる。

### 登場人物
エクア
声 - 嶺内ともみ（グレイトエスケープ） → 大橋彩香（BLOODY ESCAPE）
テレビアニメの主人公。表の顔は喫茶店「ボストーク」を切り盛りする常人の女子高校生だが、その過去は一切不明であり、個性派ぞろいのエクストラクターズのリーダーを務める。状況判断に優れ、どんな窮地に陥ってもピンチを切り抜ける知恵を巡らせる。頼まれた依頼だけをこなすビジネスライクでドライな性格に見えても、依頼人の状況や立場を考えて任務外のことを請けてしまう人情家の面も持つ。
フェレス
声 - 高橋李依
エクアの同級生で、逃がし屋の前線を担当する魔族。優れた運動神経の持ち主で、早撃ちを得意とする。新宿出身。クールで勝気な性格に見えるが恥ずかしがり屋で、下着を履いてはいけないルールのお台場温泉郷の仕事では、羞恥心からどうしてもパンツを脱げないまま潜入したことで大事に発展した。映画『BLOODY ESCAPE』出演時は、列車のポイント切り替えのため、長距離からの確実なピンポイント狙撃の腕を披露している。
マルテース
声 - 長縄まりあ
エクアとフェレスの高校の後輩で、逃がし屋の工作および戦闘を担当する群人（スライム人間）。スライムの柔軟な肉体を利用して相手の攻撃を間一髪でもよけきることができる。エクアを非常に慕っている。常に元気で明るい性格だが、わがままなお嬢様サンドリヨンの最期の遊び相手を務めた後は、彼女との別れに大粒の涙を流して号泣した。
脳内では幾人もの小さなマルテースが議員として国会を開いており、主に穏健派と強硬派に別れいかにして大好きなエクアを独り占めするかを話し合っている。
アルガ
声 - 速水奨
逃がし屋の技術、戦術サポートを担当するAIロボット。普段は「ボストーク」の給仕ロボとして稼働する。
ウルラ
声 - 三木眞一郎
逃がし屋の前衛を担当する狼の獣人。チーム一の常識人だが、「わん」としか口に出すことができない。映画『BLOODY ESCAPE』に出演した時には、逃がし屋メンバーの仲間や他の登場人物たちと人語で会話している。

### スタッフ
- 原案・クリエイティブ統括 - 谷口悟朗[8]
- 原作 - SSF[8]
- 監督 - 橋本裕之[8]
- シリーズ構成 - 賀東招二[8]
- キャラクターデザイン原案 - コザキユースケ[8]
- アニメーションキャラクターデザイン - 舛田裕美[14]
- コンセプトアート - INEI、富安健一郎[8]
- プロップデザイン - あきづきりょう、ミズキシュン、長沼範裕
- メカニックデザイン - 稲田航
- CGスーパーバイザー - 坂間健太、関水大樹、上本雅之[14]
- 美術デザイン - グーフィー、小畑嶺二、渡邉匡城、袖山英莉、林竜太、アイエヌオー、井口拓哉、三井和俊、佐藤肇、ケアックラック、三枝達也、荻原希東
- 美術監督 - 高橋佐知、島村大輔[14]
- 色彩設計 - 野地弘納[14]
- 音響監督 - 山口貴之
- 音楽 - 藤澤慶昌[8]
- 音楽制作 - フジパシフィックミュージック
- 企画・プロデュース - スロウカーブ[8]
- プロデューサー - 森彬俊、小松翔太、米森裕人
- アニメーションプロデューサー - 上村涼介
- アニメーション制作 - ポリゴン・ピクチュアズ[8]
- 制作 - エスタブライフ製作委員会（フジテレビジョン、クランチロール、スクウェア・エニックス、ギャガ、電通、楽天、ポリゴン・ピクチュアズ、スロウカーブ、BSフジ）

### 主題歌
「ラナ」
めいちゃんによるオープニングテーマ。作詞・作曲はめいちゃん、編曲はPRIMAGIC。
「0」
GOOD ON THE REELによるエンディングテーマ。作詞は千野隆尋、作曲は岡崎広平、編曲は川口圭太。

### 各話リスト
| 話数   | サブタイトル                 | 脚本       | 絵コンテ   | 演出     | 初放送日      |
| ------ | ---------------------------- | ---------- | ---------- | -------- | ------------- |
| 第1話  | 学業から逃げられない         | 賀東招二   | 橋本裕之   | 橋本裕之 | 2022年 4月7日 |
| 第2話  | 思い出から逃げられない       | 茗荷屋甚六 | 杉山正樹   | 板間健太 | 4月14日       |
| 第3話  | 水族館から逃げられない       | 賀東招二   | 島村大輔   | 島村大輔 | 4月21日       |
| 第4話  | 民主主義から逃げられない     | 賀東招二   | 夕澄慶英！ | 関水大樹 | 4月28日       |
| 第5話  | 女神から逃げられない         | 茗荷屋甚六 | 杉山正樹   | 板間健太 | 5月5日        |
| 第6話  | リーダー業から逃げられない   | 永井真吾   | 香川豊     | 関水大樹 | 5月12日       |
| 第7話  | 絆からは逃げられない         | 永井真吾   | 橋本裕之   | 橋本裕之 | 5月19日       |
| 第8話  | 運命から逃げられない         | 永井真吾   | 島村大輔   | 島村大輔 | 5月26日       |
| 第9話  | 支配から逃げられない         | 風埜隼人   | 島村大輔   | 島村大輔 | 6月2日        |
| 第10話 | 逃げても逃げても逃げられない | 永井真吾   | 杉山正樹   | 板間健太 | 6月9日        |
| 第11話 | 本心からは逃げられない       | 賀東招二   | 島村大輔   | 島村大輔 | 6月16日       |
| 第12話 | 逃がし屋から逃げられない     | 賀東招二   | 島村大輔   | 板間健太 | 6月23日       |

## 劇場アニメ
『エスタブライフ リベンジャーズロード』のタイトルで公開予定とされていたが、2023年3月22日に開催されたフジテレビアニメラインナップ発表会2023にて『BLOODY ESCAPE -地獄の逃走劇-』のタイトルに変更され、2024年1月5日に公開予定であると発表された。タイトルから『エスタブライフ』が外れているが、引き続き本シリーズの作品となることが同発表会にて吉田尚記の口から語られているほか、テレビアニメ版のキャラクターも登場する。ただしエクア役を演じた嶺内ともみが、テレビシリーズ放送終了後に引退したため、映画では同役を大橋彩香が務めている。
人体実験で改造人間にされたキサラギが、旧友クルスの妹ルナルゥの身を守りながら、不死の吸血鬼集団「不滅騎士団」と新宿のヤクザ組織の追撃から逃れるアクション劇となっており、コミカルな空気感の『エスタブライフ』とは雰囲気が異なるシリアス展開。
劇場公開時には、映倫によりPG12区分(12歳未満の鑑賞には保護者の助言や指導が必要)に指定された。

### スタッフ（劇場アニメ）
- 原作 - SSF[5]
- 原案・監督・脚本 - 谷口悟朗[5]
- 共同脚本 - 永井真吾[9]
- キャラクター原案 - コザキユースケ、しまどりる[9]
- CGディレクター - 小山田諭[9]
- 音楽 - 中川幸太郎[9]
- 企画・プロデュース - スロウカーブ[5]
- アニメーション制作 - ポリゴン・ピクチュアズ[5]
- 製作 - 2024 BLOODY ESCAPE製作委員会[9]
- 配給 - ギャガ[9]

### 主題歌（劇場アニメ）
「匿名奇謀」
アツキタケトモによる主題歌。作詞・作曲・編曲はアツキタケトモ。

### キャスト（劇場アニメ）
- キサラギ - 小野友樹
- ルナルゥ - 上田麗奈
- クルス - 斉藤壮馬
- ジャミ - 内田雄馬
- ララック - ゆきのさつき
- ノノック - 倉田雅世
- ザンザ - 福山潤
- ゼッシュ - 置鮎龍太郎
- ヤオハチ - 中谷一博
- エクア - 大橋彩香
- フェレス - 高橋李依
- マルテース - 長縄まりあ
- アルガ - 速水奨
- ウルラ - 三木眞一郎
- エム - 日高里菜
- 転法輪 - 山寺宏一[20]

## ゲーム
『エスタブライフ ユニティメモリーズ』のタイトルでアクションMORPGゲームがiOS/Android向けにリリース予定だったが、2024年12月現在公式サイト、公式X共に消滅しており、製作は中止されたとみられる。

### 登場人物（ゲーム）
アッシュ
声 - 梶原岳人
オウカ
声 - 高尾奏音

### スタッフ（ゲーム）
- 原案・クリエイティブ統括 - 谷口悟朗[21]
- シナリオ監修 - 橋本裕之[21]
- シナリオ - PTA Inc.、合同会社ストーリィベリー[21]
- 音楽 - 藤澤慶昌[21]
- アニメーション - ランドック・スタジオ[21]